# (3112) Velimir
(3112) Velimir (1977 QC5) ist ein ungefähr 13 Kilometer großer Asteroid des inneren Hauptgürtels, der am 22. August 1977 vom russischen (damals: Sowjetunion) Astronomen Nikolai Stepanowitsch Tschernych am Krim-Observatorium (Zweigstelle Nautschnyj) auf der Halbinsel Krim (IAU-Code 095) entdeckt wurde.

## Benennung
(3112) Velimir wurde nach dem russisch-sowjetischen Dichter Welimir Chlebnikow (1885–1922) benannt.